# Alain Vertot
Alain Vertot (ur. 14 listopada 1972) – gwadelupski piłkarz występujący na pozycji obrońcy. Zawodnik klubu L'Etoile de Morne-à-l'Eau.

## Kariera klubowa
Jako zawodnik klubu L'Etoile de Morne-à-l'Eau, Vertot zdobył z nim 3 mistrzostwa Gwadelupy (2001, 2002, 2007) oraz Puchar Gwadelupy w 2002 roku.

## Kariera reprezentacyjna
W reprezentacji Gwadelupy Vertot zadebiutował w 2002 roku. W 2007 roku znalazł się w drużynie na Złoty Puchar CONCACAF. Wystąpił na nim w spotkaniach z Haiti (1:1), Kanadą (2:1), Kostaryką (0:1), Hondurasem (2:1) i Meksykiem, a Gwadelupa odpadła z turnieju w półfinale.
W 2009 roku Vertot ponownie został powołany do kadry na Złoty Puchar CONCACAF. Zagrał na nim w meczach z Panamą (2:1), Nikaraguą (2:0) i Meksykiem (0:2, czerwona kartka), a Gwadelupa zakończyła turniej na ćwierćfinale.